# Sindicato Argentino del Hip Hop
El Sindicato Argentino del Hip-Hop, es un grupo de rap argentino, que compone canciones de hip hop, con letras sobre la vida cotidiana de las personas y la cultura argentina.

## Historia
El Sindicato Argentino del Hip-Hop se formó en el año 1994, en las denominadas Fiestas de Tatin, con el propósito de difundir el Hip Hop en Argentina, elevando al mismo tiempo el conocimiento de dicha cultura. Años más tarde, en 1992, 12 jóvenes se arman de instrumentos en vivo: Smoler (voz), Derek Dogg (voz), Huexo (voz), Fabri (batería), El Chino (bajo), Marin (guitarra), Alejandro (segunda guitarra), El Cubano (teclados y programaciones), El Pipi (percusión), para concretar su plan de desarrollar en su país un género hasta entonces no reconocido. En 1997, El Sindicato graba "Del Barrio y Pide Más" para el primer compilado del Hip Hop Argentino titulado Nación Hip Hop. "Del Barrio" es el primer video del grupo, y el que al mismo tiempo lo proyecta internacionalmente. Al año siguiente, hacen giras por el interior del país, y en algunos otros países de América Latina, de esa manera consiguen el éxito under del grupo. Ese mismo año se edita MTV Lingo, el compilado que reúne al Sindicato Argentino del Hip Hop, Cypress Hill, Control Machete, Illya Kuryaki y Delinquent Habits, entre otros actos de renombre del género.
En 1999, después de un receso, la vieja escuela del Oeste vuelve a sus raíces, esta vez con 4 músicos-raperos: Smoler, Frost, Derek, Huexo y el DJ Fabry.
En el año 2000, El Sindicato, después de una década de lucha y supervivencia, con varios cambios, firma un contrato con Universal y graba el álbum Un Paso A La Eternidad, con el que se proponen trascender las fronteras del público exclusivamente Hip Hopero, tratando al mismo tiempo de no perder la esencia del género y aprovechando al máximo las posibilidades rítmicas y sonoras del rap en español.
El álbum contiene 14 temas y la producción artística estuvo a cargo de Cachorro López, ex Abuelos de la Nada, y Juan Blas Caballero. Los invitados del disco fueron Diego Torres, Alexander Batista y Julieta Ortega, entre otros. 
El primer sencillo, "Mil Horas" es, justamente, una ingeniosa versión del clásico de Los Abuelos de la Nada, adaptada y versionada con el sello del Sindicato Argentino del Hip Hop. 
En el 2005 el Sindicato, integrado por Huexo, Smoler y Dj Fabry, viajó a Puerto Rico, donde permanecieron tres meses. Allí compartieron tarima con Israel Vibration, Julio Voltio, La Secta y DJ Dara, entre otros. En abril realizaron una gira promocional en Miami y en mayo realizaron dos conciertos en México (DF y Toluca). 
El 29 de marzo de 2005 salió en Estados Unidos y Puerto Rico su segunda producción para Universal/Machete Music, Sangre, Sudor y Furia. El 21 de abril salió a la venta en Argentina. Esta producción cuenta con la participación de destacados artistas como: Julieta Venegas, DOSHERMANOS, El Chojin, Tego Calderón, Vico C, Loco de la casa Phonky, D-Shon, Full Nelson y T. Weaponz. También cuenta con dos versiones de la canción "Los 6 Fantásticos" junto a Tego Calderón y Vico C, una versión rap y otra versión reguetón, esta última producida por Luny Tunes.

## Discografía
- Nación Hip Hop -1997 (Oro)
- Un Paso A La Eternidad - 2000 (Platino)
- Sangre, Sudor Y Furia - 2005 (Platino)

## Premios
Premios Grammy Latinos 2001:
- Ganador: "Mejor Álbum Rap/Hip-Hop" por "Un Paso A La Eternidad"
- Nominado: "Mejor Nuevo Artista"